# 牧口村
牧口村（まきぐちむら）は、大分県大野郡にあった村。現在の豊後大野市の一部にあたる。

## 地理
- 河川：大野川、緒方川、奥嶽川[2]

## 歴史
- 1889年（明治26年）4月1日、町村制の施行により、大野郡砂田村、雨堤村、臼尾村、天神村、三玉村が合併して村制施行し、牧口村が発足[1][2]。旧村名を継承した砂田、雨堤、臼尾、天神、三玉の5大字を編成[2]。
- 1897年（明治30年）豊後製糸場設置[2]
- 1955年（昭和30年）1月1日、大野郡合川村、白山村と合併し、清川村を新設して廃止された[1][2]。

### 地名の由来
近世以来の牧口市による。

## 産業
- 農業、商業、林業[3]

## 交通

### 鉄道
- 1922年（大正11年）国有鉄道犬飼線（現豊肥本線）開通し牧口駅（現豊後清川駅）開設[2]。